# Louis-Frédéric Warneaux
 (mars 2025).
Motif : WP:CAA - Où sont les sources centrées sur la durée ?
- Archive Wikiwix
- Bing
- Cairn
- DuckDuckGo
- E. Universalis
- Gallica
- Google
- G. Books
- G. News
- G. Scholar
- Persée
- Qwant
- (zh) Baidu
- (ru) Yandex
- (wd) trouver des œuvres sur Wikidata

| 1. | Préciser le motif de la pose du bandeau. | Précisez le motif de la pose du bandeau en utilisant la syntaxe suivante : {{admissibilité à vérifier\|date=mars 2025\|motif=remplacez ce texte par le motif}}                               |
| 2. | Informer les utilisateurs concernés.     | Pensez à avertir le créateur de l'article, par exemple, en insérant le code ci-dessous sur sa page de discussion : {{subst:avertissement admissibilité à vérifier\|Louis-Frédéric Warneaux}} |

Louis Frederic Warneaux est un colon français du XVIIIe siècle qui introduisit la culture du cacao dans le sud-est de la province de Bahia, au Brésil. 
En 1746, l'État brésilien de Bahia a créé ses premières plantations. Plusieurs jeunes pousses de cacaoyer forastero, apportées par Louis Frederic Warneaux, établi dans la région du Pará, furent plantées dans la municipalité de Canavieiras, sur les bords du rio Pardo, puis en 1752, au bord du rio Cachoeira, dans la municipalité d'Ilhéus, au sud de Bahia. 
C'est sur ces rives que furent faites les premières plantations qui ont alimenté les plus anciennes exportations du cacao bahianais dans le second quart du XIXe siècle.
Les berges de sable fin et chaud servaient pour étaler jusqu'à 600 000 pieds, dont 80 % commencent à peine à produire.
La production atteint 103 tonnes en 1840, puis quadrupla en quinze ans et atteint le seuil de 12 000 tonnes en 1870.